# Dzięgielów

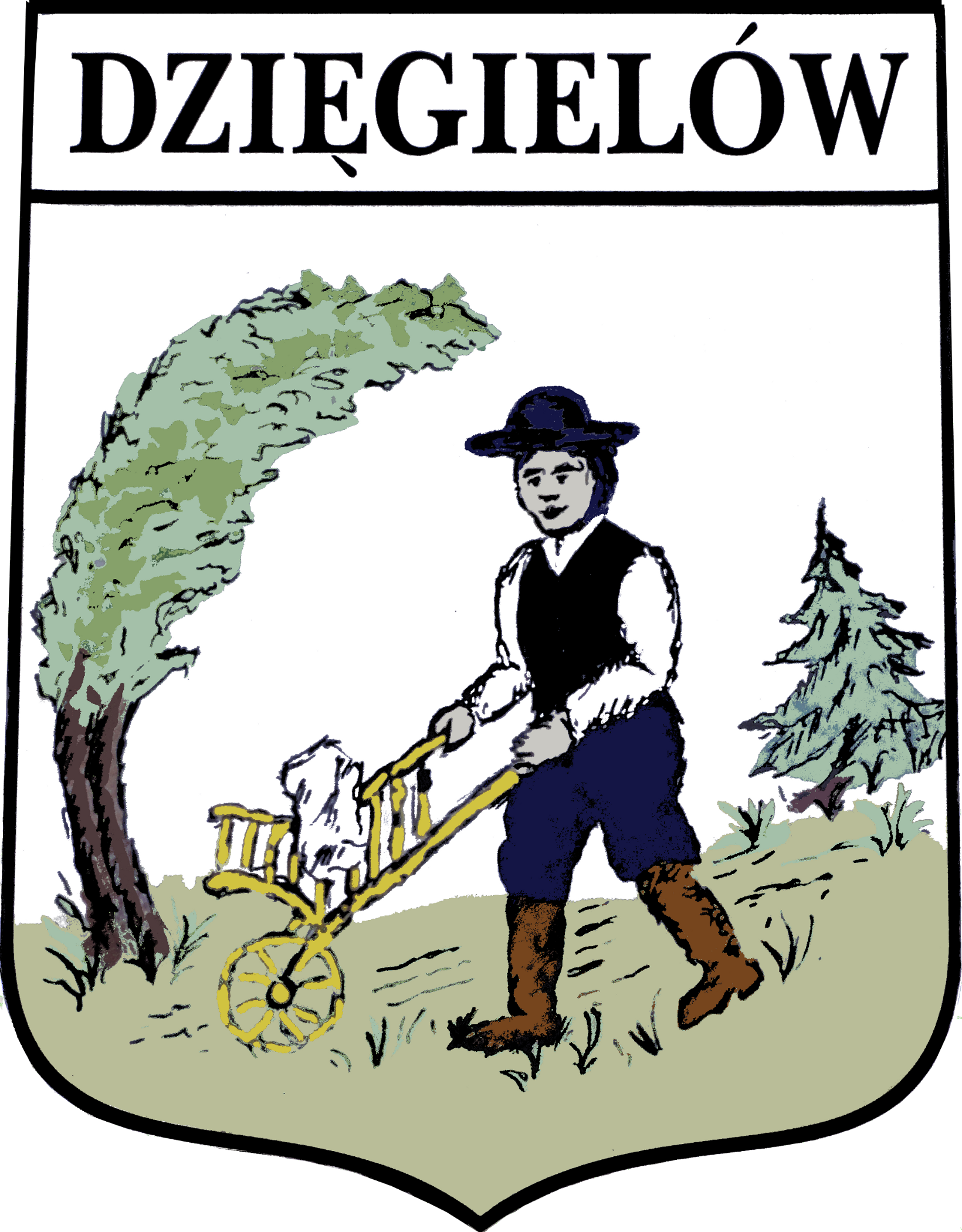
Nieoficjalny herb wsi Dzięgielów

Dzięgielów (cz. Děhylov, niem. Dzingelau) – wieś sołecka w gminie Goleszów w powiecie cieszyńskim, w województwie śląskim. Wieś leży w historycznych granicach regionu Śląska Cieszyńskiego. Leży w dolinie Puńcówki, na Pogórzu Cieszyńskim, powierzchnia sołectwa wynosi 831 ha, a liczba ludności 1332, co daje gęstość zaludnienia równą 160,3 os./km².
W miejscowości znajduje się cmentarz komunalny.

## Historia
Miejscowość po raz pierwszy wzmiankowana została w łacińskim dokumencie Liber fundationis episcopatus Vratislaviensis (pol. Księga uposażeń biskupstwa wrocławskiego), spisanej za czasów biskupa Henryka z Wierzbna ok. 1305 w szeregu wsi zobowiązanych do płacenia dziesięciny biskupstwu we Wrocławiu, w postaci item in Zengilow. Zapis ten (brak określenia liczby łanów, z których będzie płacony podatek) wskazuje, że wieś była w początkowej fazie powstawania (na tzw. surowym korzeniu), co wiąże się z przeprowadzaną pod koniec XIII wieku na terytorium późniejszego Górnego Śląska wielką akcją osadniczą (tzw. łanowo-czynszową). Wieś politycznie znajdowała się wówczas w granicach utworzonego w 1290 piastowskiego (polskiego) Księstwa Cieszyńskiego, będącego od 1327 lennem Królestwa Czech, a od 1526 roku w wyniku objęcia tronu czeskiego przez Habsburgów wraz z regionem aż do 1918 roku w monarchii Habsburgów (potocznie Austrii).
Od lat 1494/1496 do początku XVII w. w posiadaniu rodziny Czelów z Czechowic, jednego z najwybitniejszych rodów szlacheckich Księstwa Cieszyńskiego. Następnie w posiadaniu rodziny Goczałkowskich, w ostatnich latach XVIII w. w rękach barona Józefa Beesa, później własność Komory Cieszyńskiej. 
Według austriackiego spisu ludności z 1900 w 61 budynkach w Dzięgielowie na obszarze 817 hektarów mieszkało 499 osób, co dawało gęstość zaludnienia równą 61,1 os./km². z tego 121 (24,2%) mieszkańców było katolikami, 378 (75,8%) ewangelikami, 489 (98%) było polsko-, 5 (1%) czesko- a 4 (0,8%) niemieckojęzycznymi. Do 1910 liczba budynków wzrosła do 65 a mieszkańców do 506, z czego 143 (28,3%) było katolikami, 363 (71,7%) ewangelikami, 502 (99,2%) polsko-, 3 (0,6%) czesko- a 1 niemieckojęzycznymi.
Po zakończeniu I wojny światowej tereny, na których leży miejscowość - Śląsk Cieszyński stał się punktem sporu pomiędzy Polską i Czechosłowacją. W 1918 roku na bazie Straży Obywatelskiej miejscowi Polacy utworzyli lokalny oddział Milicji Polskiej Śląska Cieszyńskiego pod dowództwem ob. Obracaja, który podlegał organizacyjnie  1 kompanii w Cieszynie.
W latach 1975–1998 wieś należała do województwa bielskiego.

## Zamek
Według Narodowego Instytutu Dziedzictwa, w miejscowości znajduje się jeden obiekt zabytkowy, a mianowicie zamek na wschodnim krańcu wsi, wzniesiony z końcem XV w. przez ród Czelów.

## Turystyka
Przez miejscowość przechodzą następujące trasy rowerowe:
- czerwony Główny Karpacki Szlak Rowerowy (621 km)
- zielona trasa rowerowa nr 13 – Ustroń - Jastrzębie-Zdrój - Rybnik (82 km)
- czerwona trasa rowerowa nr 24 (Pętla rowerowa Euroregionu Śląsk Cieszyński)
- żółta trasa rowerowa nr 256 – Dzięgielów – Ustroń (8,5 km)
- czarna trasa rowerowa nr 257 „Śladami Stroju Cieszyńskiego” (40 km)
- niebieska trasa rowerowa nr 260 – Puńców - Dzięgielów - Leszna Górna (7,5 km)
- Międzynarodowy Szlak Rowerowy Greenways Kraków – Morawy – Wiedeń

Na wschód od zamku biegnie także  czarny pieszy szlak turystyczny Goleszów PKP - Czantoria Wielka (14 km).

## Wspólnoty wyznaniowe
Na terenie wsi działalność duszpasterską prowadzą następujące Kościoły:
- Kościół Ewangelicko-Augsburski:
  - Parafia Ewangelicko-Augsburska w Dzięgielowie[12]
- Kościół rzymskokatolicki:
  - filiał parafii św. Jerzego w Puńcowie[13]
- Kościół Wolnych Chrześcijan:
  - zbór w Dzięgielowie[14]

W północnej części wsi, w przysiółku „Na Kępie”, znajduje się siedziba Ewangelickiego Diakonatu Żeńskiego „Eben-Ezer”, założonego w 1923 z inicjatywy pastora Karola Kulisza oraz największy w Kościele Ewangelicko-Augsburskim w Polsce dom opieki „Emaus”, zbudowany w latach 1977–1980 (obecnie w pobliżu istnieje również drugi taki obiekt – „Emaus II”).
Ponadto Dzięgielów jest miejscem, w którym corocznie odbywa się Tydzień Ewangelizacyjny, organizowany przez Centrum Misji i Ewangelizacji Kościoła Ewangelicko-Augsburskiego, mające siedzibę na terenie miejscowości.

## Komunikacja
Przez wieś kursują busy prywatnego przewoźnika TRANSBUS.

## Urodzeni w Dzięgielowie
- Andrzej Glajcar (1840–1918) - pastor[23]
- Jan Macura (1845-1888) - farmaceuta[23]
- Jerzy Franek – kierowca wyścigowy
- Andrzej Hławiczka – nauczyciel i muzyk
- Karol Kulisz – duchowny luterański